# Calophasia nigrella
Calophasia nigrella là một loài bướm đêm trong họ Noctuidae.